# یوکیو ایکه‌تانی
یوکیو ایکه‌تانی (به انگلیسی: Yukio Iketani) ژیمناست زادهٔ ۲۶ سپتامبر ۱۹۷۰ میلادی اهل کشور ژاپن است.